# Droit brunéien
Le droit brunéien est le droit, proche des systèmes de common law, appliqué au Brunei.

## Sources du droit

### Constitution
La Constitution est la norme suprême du Brunei, toutefois, celle-ci précise que les prérogatives du sultan ne sont pas affectées par ses dispositions.

### Législation
Selon l'article 39, le pouvoir législatif appartient au sultan de Brunei et au Conseil législatif.

### Règlement
L'article 75 établit que le sultan dispose d'un pouvoir réglementaire en rapport avec la Commission des services publics.

## Sources

## Compléments